# Плезант
Таухинукорокио / Плезант (англ. Mount Pleasant, маори Tauhinu Korokio), также известная просто как Маунт-Плезант или Таухинукорокио — гора, самая высокая возвышенность в восточной части Порт-Хиллз в Крайстчерче (Новая Зеландия). Когда-то на этом месте находилось маорийское укреплённое поселение (па), но к моменту прибытия европейских поселенцев в 1840-х годах от него мало что осталось. Сначала гора использовалась как овечий выгон, а затем стал базовой тригонометрической станцией для исследования Кентербери. Он также использовался в качестве сигнальной станции, чтобы жители знали о кораблях, прибывающих в гавань Литтелтон / Уакараупо. Во время Второй мировой войны рядом с вершиной была построена обширная батарея тяжёлой зенитной артиллерии, фундамент которой сохранился до сих пор.

## География
Плезант / Таухинукорокио принадлежит горному массиву Порт-Хиллз и имеет высоту 499 м. На её северном склоне расположен пригород Крайстчерча, Маунт-Плезант, а на южной стороне — гавань Литтелтон / Уакараупо.

## Этимология
Маорийское название горы — Таухину Корокио, что означает два местных растения. Первое, Таухину, — это «рисовый цветок» (Ozothamnus leptophyllus) из рода Ozothamnus. Корокио — густо разветвлённый кизильник (Corokia cotoneaster). Новозеландский географический совет официально изменил название холма на Tauhinukorokio / Mount Pleasant в сентябре 1948 года, что было опубликовано в Новозеландском вестнике 1949 года на странице 858.
Европейское название было дано экипажем корабля HMS Pegasus во время исследования побережья Кентербери в 1809 году. Джозеф Томас, главный геодезист Кентерберийской ассоциации, поднялся на гору в конце 1848 года сразу после прибытия в Кентербери и, хотя и знал о европейском названии, переименовал гору в Кавендиш в честь лорда Ричарда Кавендиша, члена комитета по управлению Кентерберийской ассоциации. Название не вошло в обиход и со временем было перенесено на соседнюю гору.

## История

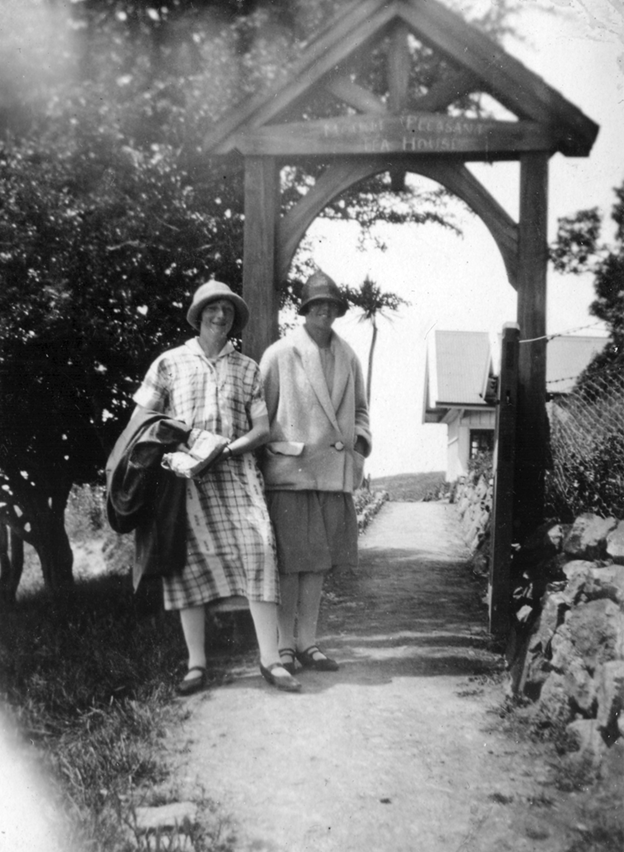
Чайный домик на горе Плезант

На этой горе когда-то находилось укреплённое поселение маори (па) племени Кати Мамое. Примерно 300 лет назад он был захвачен Те Ракивакапута из Нгаи Таху. Когда прибыли первые европейские поселенцы, остатки па ещё можно было увидеть немного севернее вершины.
Капитан Томас, главный землемер Кентерберийской ассоциации, выбрал гору в качестве базового геодезического пункта для съёмки поселения Кентербери.
Первым европейцем, занявшимся земледелием на горе, был Джозеф Гринвуд из Пурау, который взял землю в 1846 году и построил хижину для скота рядом с вершиной. Когда Гринвуд уехал в Мотунау в мае 1847 года, он продал землю братьям Родсам (Уильяму Барнарду и Джорджу). Эдвард Уорд, старший брат Кросби Уорда, был одним из пилигримов. В свой первый день в Новой Зеландии, после прибытия на судне «Шарлотта Джейн», он поднялся на гору Плезант, чтобы полюбоваться видом на Кентерберийские равнины. Он стоял возле хижины, построенной Чарльзом Кроуфордом, управляющим братьев Родс, и заметил следующее:

Вокруг земля изобиловала растительностью — дикий овёс, спелый осот, подорожник, сурепка и другие растения росли большими и сильными. Неподалеку протекал ручей, а повсюду были родники. Я бы очень хотел купить дом и всё остальное в том виде, в каком оно находилось. Склон был обращён на северо-восток и первой точкой, где он встречался с землёй, была река Хиткот. Единственным недостатком поместья было то, что оно находилось слишком высоко на холме.
Оригинальный текст (англ.)All around the soil teemed with vegetable productions – wild oats, ripe sowthistle, plantain, groundsel & other plants grew large and strong. There was a track of a running stream hard by, but springs everywhere. I could have wished much to have bought the house and all, just as it stood. It faced the N.E. and the first point of the land where it meets the River Heathcote. Being rather too high upon the hill was its only disadvantage.
— 
Уорд купил вместо него остров Куэйл, а в июне 1851 года утонул вместе со своим братом Генри в гавани Литтелтона.
Майор Альфред Хорнбрук прибыл в Литтелтон в сентябре 1849 года и развил своё хозяйство к моменту прибытия первой волны поселенцев (так называемых «пилигримов») на первых четырёх кораблях в декабре 1850 года. На прибыль, которую Хорнбрук получал от своей гостиницы и торгового поста, он купил гору Плезант у братьев Роудс в марте 1852 года. Майора Хорнбрука описывают как довольно эксцентричного человека, но его характер общественной деятельности привёл к тому, что с вершины горы Плезант он подавал сигналы всем судам, прибывающим в гавань Литтелтон / Уакараупо. В 1853 году по общественной подписке были приобретены телескоп, флагшток и набор флагов. Пешеходная тропа от соседней горы Кавендиш вниз, в посёлок Литтелтон, была маршрутом майора Хорнбрука для доставки провизии в его хижину на вершине горы Плезант, и она до сих пор известна как «тропа майора Хорнбрука». Хорнбрук обанкротился в 1871 году, когда он владел 47 000 овец на трёх участках (на его участке на горе Плезант было 6000 овец), и земля была продана Ричарду Мэй Мортену и Уильяму Уайту. Мортен и Уайт расторгли свое партнёрство в 1879 году и выставили землю на аукцион. Оба они сделали ставки, и Мортен купил 6000 акров (2400 га) по 6 фунтов стерлингов за акр.
После смерти Мортена, 20 августа 1909 года, земля (к тому времени 6500 акров (2600 га), протянувшаяся вдоль холмов от Годли-Хед до Сент-Мартинс) была разделена на части. После того, как были исполнены различные завещания земли и резервов, включая некоторые участки для дороги Саммит, 23 марта 1912 года на аукцион были выставлены усадебный блок и 36 участков разного размера под строительные площадки и небольшие фермы. Самый большой оставшийся участок имел площадь 1500 акров (610 га), принадлежал Дж. С. Скотту, а позднее его сыну Питеру Скотту, и простирался от горы Плезант до трассы Рапаки.
Старая усадьба Хорнбруков, расположенная чуть ниже вершины, сгорела незадолго до Первой мировой войны, и в марте 1914 года на этом месте открылись магазинчики и жилые помещения. Эти здания, уже недоступные для посетителей, до сих пор сохранились и расположены чуть выше перекрёстка, где Маунт-Плезант-Роуд пересекается с Саммит-Роуд.
В период с конца 1942 года по начало 1943 года рядом с вершиной была создана батарея тяжёлой зенитной артиллерии. Всего было построено 91 сооружение, и батарея была укомплектована с января 1943 года по сентябрь 1944 года. Она никогда не использовалась в боевых действиях.
После Второй мировой войны Новозеландская почта использовала вершину для наземной мобильной радиосвязи.